# フレンズ・イン・ラヴ
『フレンズ・イン・ラヴ』（Friends in Love）は、アメリカ合衆国の歌手ディオンヌ・ワーウィックが1982年に発表したスタジオ・アルバム。

## 解説
タイトル曲及び「二人の定め」はジョニー・マティスとのデュエットである。TOTOのマイク・ポーカロが5曲でベースを弾いており、やはりTOTOのメンバーであるスティーヴ・ルカサー、スティーヴ・ポーカロ、ジェフ・ポーカロも、それぞれ1曲ずつのレコーディングに参加した。
本作はアメリカの総合アルバム・チャートBillboard 200で83位、『ビルボード』のR&Bアルバム・チャートで33位に達した。
シングル「フレンズ・イン・ラヴ」はBillboard Hot 100で38位、『ビルボード』のR&Bシングル・チャートで22位、アダルト・コンテンポラリー・チャートで5位を記録。その後シングル・カットされた「フォー・ユー」は、Hot 100入りは逃したがアダルト・コンテンポラリー・チャートで14位を記録した。
2010年にイギリスのレーベル「SuperBird」から発売されたリマスターCDは、1983年のアルバム『さよならは一度だけ』との2 in 1となっている。

## 収録曲
1. フォー・ユー - "For You" (Jay Graydon, Richard Page, John Bettis) - 5:01
2. フレンズ・イン・ラヴ - "Friends in Love" (J. Graydon, David Foster, Bill Champlin) - 4:05
3. もう、はなれない - "Never Gonna Let You Go" (Barry Mann, Cynthia Weil) - 4:49
4. キャント・ハイド・ラヴ - "Can't Hide Love" (Skip Scarborough) - 4:52
5. ゴーリー・ワウ - "Betcha by Golly Wow" (Thom Bell, Linda Creed) - 3:30
6. モア・ザン・ファッシネイション - "More Than Fascination" (Tom Snow) - 4:04
7. 二人の定め - "Got You Where I Want You" (Candy Parton, Jim Andron) - 3:42
8. ウィズ・ア・タッチ - "With a Touch" (Steviw Wonder) - 4:59
9. ホワット・イズ・ジス - "What Is This" (Myra Waters, J. Graydon) - 4:00
10. ラヴ・ソー・ライト - "A Love So Right" (Gloria Sklerov, Harry Lloyd) - 3:57

## 参加ミュージシャン
- ディオンヌ・ワーウィック - ボーカル
- ジョニー・マティス - ボーカル(on #2, #7)
- ジェイ・グレイドン - ギター(on #1, #2, #3, #4, #6, #7, #8, #10)、パーカッション(on #3)、シンセサイザー(on #6, #7)
- スティーヴ・ルカサー - ギター(on #4)
- マーティ・ウォルシュ - ギター(on #5)
- マイケル・ランドウ - ギター(on #9)
- ディーン・パークス - アコースティック・ギター(on #3)
- ラリー・カールトン - アコースティック・ギター(on #5)
- マイケル・オマーティアン - シンセサイザー(on #1, #8, #10)、ストリングス・アレンジ(on #1, #9, #10)、ピアノ(on #9)
- デイヴィッド・フォスター - ピアノ(on #1, #2, #4, #7, #10)、ローズ・ピアノ(on #4, #7)、シンセサイザー(on #7)、ストリングス・アレンジ(on #2, #4)
- ロビー・ブキャナン - ピアノ(on #3, #6)、ローズ・ピアノ(on #3, #5)、シンセサイザー(on #5, #6)
- マイケル・ボディッカー - シンセサイザー(on #5, #8, #9)
- スティーヴ・ジョージ - シンセサイザー(on #6, #8)、ローズ・ピアノ(on #8)、バックグラウンド・ボーカル(on #1)
- スティーヴ・ポーカロ - シンセサイザー(on #7)
- スティーヴィー・ワンダー - ピアノ(on #8)
- エイブラハム・ラボリエル - ベース(on #1, #4, #7, #10)
- マイク・ポーカロ - ベース(on #2, #3, #5, #8, #9)
- スティーヴ・ガッド - ドラムス(on #1, #4)
- マイク・ベアード - ドラムス(on #2, #3, #5, #6, #7, #8, #10)
- ジェフ・ポーカロ - ドラムス(on #9)
- ヴィクター・フェルドマン - パーカッション(on #1, #2, #10)
- ジェリー・ヘイ - フリューゲルホルン(on #3, #7)、ホーン・セクション、ホーン・アレンジ
- チャールズ・ローパー、チャック・フィンドレー、ゲイリー・グラント - ホーン・セクション
- ビル・チャンプリン - バックグラウンド・ボーカル(on #2, #3, #4, #5, #6, #7, #8, #9)
- リチャード・ペイジ - バックグラウンド・ボーカル(on #1, #2, #3, #4, #5, #6, #7, #8, #9)
- ヴェネット・グラウド - バックグラウンド・ボーカル(on #2, #3, #4, #5, #6, #7, #8, #9)
- カーメン・トゥイリー - バックグラウンド・ボーカル(on #6)
- アッサ・ドロリ - コンサートマスター
- ジェレミー・ルボック - ストリングス・アレンジ(on #3, #4)